# San José Chapayal
San José Chapayal är en ort i Mexiko.   Den ligger i kommunen Pueblo Nuevo Solistahuacán och delstaten Chiapas, i den sydöstra delen av landet, 700 km öster om huvudstaden Mexico City. San José Chapayal ligger 1 199 meter över havet och antalet invånare är 2 059.
Terrängen runt San José Chapayal är bergig åt sydväst, men åt nordost är den kuperad. Runt San José Chapayal är det ganska tätbefolkat, med 80 invånare per kvadratkilometer. Närmaste större samhälle är Tapilula, 14,5 km väster om San José Chapayal. I omgivningarna runt San José Chapayal växer i huvudsak städsegrön lövskog.